# Homelander
Homelander (John Gillman), Patriota en España, es un personaje y el principal antagonista de la serie de cómics de The Boys y de la franquicia de medios del mismo nombre, creada por Garth Ennis y Darick Robertson. El personaje es representado como un narcisista egoísta y sádico que actúa como el líder extremadamente poderoso de Los Siete —un grupo de superhéroes corruptos y hedonistas financiados por Vought-American— y el archienemigo de Billy Butcher. Debajo de su imagen pública como un héroe noble y altruista, a Homelander le importa poco el bienestar de aquellos a quienes profesa proteger.
En la adaptación televisiva de transmisión de Amazon Prime Video, John (simplemente conocido como Homelander) es interpretado por el actor Antony Starr y Rowan Smyth. Este Homelander se representa como un nacionalista y lactofílico (habiendo cometido los actos de la versión de la serie cómica de Black Noir y teniendo las tendencias lactofílicas de Mother Milk), quien se involucra romántica y sexualmente con Madelyn Stillwell y Stormfront. En la serie web derivada y promocional The Boys Presents: Diabolical y Death Battle!, Homelander tiene la voz de Starr y Yong Yea respectivamente.

## Apariciones

### Serie de cómics
Homelander es un superhéroe patriótico que lidera el equipo de superhéroes conocido como Los Siete y el superhumano más poderoso creado por Vought-American. De acuerdo con la historia publicada por la compañía Vought para contar los orígenes del super héroe, es que este supuestamente es un extraterrestre que aterrizó en los Estados Unidos cuando era un bebé, similar a la historia del personaje de Superman de DC Comics y utiliza un traje con colores muy parecidos los que usa el personaje de Capitán América de Marvel Comics. Sin embargo toda esta historia de sus orígenes en realidad es falsa, ya que este se crio realmente en un laboratorio secreto de Vought y es un clon del material genético tomado de Stormfront, a quien se le inyectó el Compuesto V cuando aún era miembro de las Juventudes Hitlerianas. A raíz de esto, Homelander pasó la mayor parte de su niñez encadenado a una bomba nuclear como medida de precaución en caso de que este súper se saliera de control o intentara atacar a los científicos de Vought que lo vigilaban. Su verdadera madre era una mujer con discapacidad mental, la cual desafortunadamente falleció poco tiempo después de darlo a luz.
Homelander permanece bajo el control financiero de VA, ya que su dinero financia el estilo de vida hedonista de Los Siete. Homelander eventualmente trata de animar a los otros superhéroes a hacer lo que quieren, pero cede debido a su miedo hacia su jefe James Stillwell.
Hasta los eventos del clímax de la serie, se da a entender que Homelander había violado a la esposa de Butcher, Becca Butcher, quien luego murió al dar a luz a un bebé sobrehumano que Billy había matado. En el número 40, The Boys reciben una serie de fotos incriminatorias que aparentemente muestran a Homelander participando en espeluznantes actos de asesinato, canibalismo y necrofilia contra hombres, mujeres y niños. La serie finalmente revela que Homelander no puede recordar ni estos incidentes ni la violación de la esposa de Billy, y sugiere que Homelander tiene un trastorno de identidad disociativo y puede haberle enviado las fotografías al propio Billy. En privado, Homelander muestra signos de sufrir un colapso mental, habla con su propio reflejo en un espejo y tiene ataques de náuseas. Eventualmente decide que está condenado de todos modos por los actos representados en las fotos, y decide ceder a cualquier pensamiento intrusivo que cruce por su mente.
Desde Herogasm en adelante, Homelander decide liberarse a sí mismo y a la comunidad de superhéroes del control de Vought-American. Dirige a los otros superhéroes en un golpe de estado contra los Estados Unidos, lanza un ataque a la Casa Blanca y mata a todos los que están dentro, incluido el presidente. Durante el enfrentamiento posterior entre Homelander y Butcher, Black Noir enmascarado llega a la Oficina Oval y se revela como un clon de Homelander creado únicamente para matarlo y reemplazarlo si alguna vez se vuelve rebelde. Poco a poco se volvió loco debido a que no se le permitió matar a Homelander, Black Noir revela que cometió las atrocidades documentadas en las fotos, incluida la violación de la esposa de Butcher, para que se le diera autorización para cumplir con su propósito. Indignado, Homelander ataca a Black Noir, quien procede a destrozar a Homelander. Antes de morir, Homelander logra herir gravemente a su excompañero de equipo, lo que permite que Butcher luego lo remate con una palanca.

### Series de televisión

#### The Boys(2019-presente)

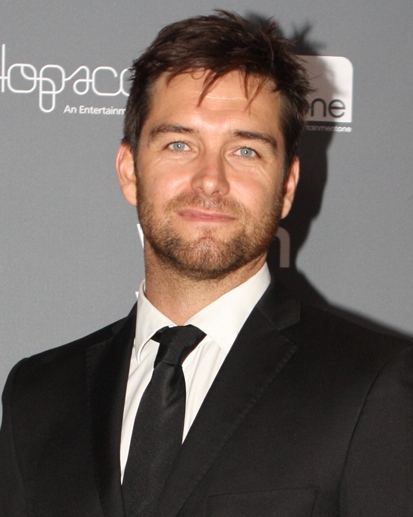
Antony Starr interpreta a Homelander.

En la adaptación televisiva de The Boys, Antony Starr interpreta a Homelander. Tal como se interpreta en la serie de televisión, algunos críticos lo consideran análogo al Superman de DC. Crecido a partir de muestras de ADN tomadas del semen de Soldier Boy por Jonah Vogelbaum y habiendo sido criado en un ambiente de laboratorio para convertirse en Homelander, John muestra muchas tendencias sociópatas y desprecia abiertamente a esas personas considera seres inferiores.
También es muy moralista, delirante, posesivo, paranoico, vengativo, inseguro, insensible, imprudente con sus poderes e incapaz de aceptar la posibilidad de cualquier defecto en su persona o en su toma de decisiones. A diferencia de la serie de cómics, Homelander viola a la esposa de Butcher después de que ella haya sido asignada como su asistente. Sin embargo, la dejó viva y, aunque no lo supo hasta el final de la temporada, embarazada de su hijo, Ryan. Su descubrimiento de las mentiras que rodean la existencia de Ryan influye en su decisión de mutilar al científico responsable de su educación, Jonah Vogelbaum, y asesinar a Madelyn Stillwell. Sin embargo, su incompetencia emocional y sus rasgos sociopáticos inicialmente lo alejan de su hijo, y la pérdida de la influencia moderadora de Stillwell en su comportamiento lo desequilibra aún más. Entra en una relación sexual con Stormfront, a pesar de un comienzo difícil, y conspira con ella para sacar a su hijo del cuidado de Becca y poner al público en contra de los "supervillanos", creando protesta pública por el creación de más superhéroes. Stormfront resulta gravemente herida por el hijo de Homelander, Ryan, y Maeve chantajea a Homelander para que deje ir al niño y la deje en paz.
En una serie de entrevistas televisivas, se ve obligado a denunciar su relación con Stormfront y disculparse por sus acciones. En parte para moderar el comportamiento de Homelander, el CEO Stan Edgar y la junta directiva de Vought instalan a Starlight como co-capitán de Los Siete. Sin embargo, en respuesta a esto, Homelander soborna a la hija adoptiva secreta de Edgar, Victoria Neuman, para que abra una investigación sobre Edgar, expulsándolo de Vought, y Homelander asume el control de la empresa. Antes de irse, Edgar advierte a Homelander que no estará aquí para limpiar su desorden. Nombra a Ashley Barrett como su gobernante títere y antagoniza a Starlight restableciendo a The Deep como miembro de la Seven y anunciar falsamente que los dos están en una relación durante el final de American Hero. Después de que Starlight denuncia a Homelander y Vought y abandona su personalidad como Starlight a través de una transmisión en vivo, Homelander dice que la dejó y la acusa de participar en la trata de personas a través de su fundación benéfica, Starlight House. Después de enterarse de que Queen Maeve no solo actuó como informante de The Boys sino que también se acostó con su líder Billy Butcher, Homelander la detiene en la Seven Tower con la intención de recolectar sus óvulos. Más tarde, Homelander se entera de su conexión con Soldier Boy después de recibir una llamada suya. Después de confirmar esta conexión con Black Noir, Homelander asesina salvajemente a este último. Más tarde recoge a Ryan de la casa de Mallory después de intimidarla. Cuando Homelander intenta conectarse con Soldier Boy presentándole a Ryan y diciéndole que los tres podrían ser una familia, Soldier Boy lo repudia como una decepción débil, dañada y que busca atención e intenta matarlo o quitarle su poder (como parte de su trato con Butcher). Homelander se vuelve contra Soldier Boy después de que este último golpea a Ryan, pero se ve obligado a luchar a regañadientes contra la reina Maeve. Más tarde presenta a su hijo Ryan a sus seguidores y a los de Stormfront en Vought Tower. Allí, un manifestante a favor de Starlight golpea a Ryan en la cara con una lata de refresco, lo que provoca que Homelander lo mate con su visión de calor. Esto le otorga el aplauso de sus seguidores y los de Stormfront, mientras que Ryan queda impresionado.
Homelander, después de conseguir todo lo que siempre quiso, se enfrenta a un juicio por asesinato y comienza a sufrir una crisis nerviosa, por lo que recluta a Sister Sage para que le ayude. El día del juicio, ordena matar a tres de sus aficionados para iniciar una pelea justo después de ser declarado inocente. Organiza el primer rescate de su hijo Ryan, obligándolo a usar su poder matando al falso criminal. Después de intentar matar a Hughie, se pelea con Ryan por ver a Butcher y sufre un colapso mental. Luego visita el laboratorio donde fue creado y donde lo mantuvieron encerrado. Procede a matar a todos los responsables de las pruebas en él en un acto de venganza, a excepción de la Dra. Barbara Findlay, a quien deja encerrada junto con el resto del personal muerto. Tras los acontecimientos en el laboratorio, Homelander comienza a conectarse con Ryan y comienza a apoyarlo. Después, Homelander le dice a su equipo que tendrán que ser más crueles y despiadados por el bien común justo antes de ordenar a Los Siete que maten a Cameron Coleman, quien se cree que filtró el vídeo. Homelander, junto con la mayoría de Los Siete y Neuman, asisten a una fiesta organizada por Tek Knight, en la que planea poner, junto con Sage y Neuman, a los senadores en contra de Singer. Homelander se entera de Firecracker que el topo todavía está vivo y se vuelven íntimos cuando ella le da su leche materna. Homelander comienza a darle más peso a Firecracker en el equipo. Homelander mata a Webweaver pensando que es el topo y envía a The Deep y Black Noir II a matar a Butcher y al resto de The Boys, sin éxito. Sintiéndose traicionado por A-Train, Homelander expulsa a Sage de Los Siete después de ocultar que A-Train era el topo. Esa noche, Homelander ve cómo su hijo habla en vivo sobre su madre Becca y Butcher, lo que lo deja en shock. Homelander descubre el regalo de Butcher y, furioso, destruye su apartamento y regaña a Ryan obligándolo a irse. Luego, Homelander revela a Neuman como Súper y ordena a Los Siete que maten a todos en Vought que conozcan sus trapos sucios. Cuando Neuman muere, Sage le revela que todo era parte de su plan y el nuevo candidato presidencial, el senador Coulhon, le jura lealtad y proclama la ley marcial comandada por Homelander y su ejército sobrehumano.

#### Gen V (2023-presente)
Homelander aparece durante el caos en la Universidad Godolkin en el final de la primera temporada de Gen V después de ser llamado por Ashley Barrett. Al llegar, culpa a Marie Moroe por traicionar a su raza al atacarlos como evidencia de que los Super caídos del "Bosque" y el brazo izquierdo de Cate Dunlap fueron arrancados. Antes de que Marie pueda explicar, Homelander le lanza rayos láser. Después de esto, convierte a los verdaderos autores del ataque en los que salvaron el día y Marie y su grupo son encerrados. Homelander observa con satisfacción cómo Cameron Coleman menciona su encubrimiento.

#### Seven on l 7(2020-2021)
En la siguiente serie web promocional de 2020-2021, Seven on 7 con Cameron Coleman, que une los eventos de la segunda y la tercera temporada, Homelander continúa lidiando con las consecuencias de que Stormfront se revelara como un nazi, así como la filmación de promociones para el servicio de streaming, Vought+, y para celebrar la Navidad.

#### Death Battle(2020-presente)
En los episodios promocionales de Death Battle de The Boys patrocinados por Amazon Prime Video de 2020, en promoción de su segunda temporada, Homelander (con la voz de Yong Yea) participa en el Battle Royale de Seven, declarándose ganador después de matar a Billy Butcher (suplente de Black Noir) y adoptando al bebé láser para criarlo junto a Stormfront, como consecuencia de lo cual Wiz y Boomstick están inquietos.
En un episodio de 2022, Homelander intenta sacar a Omni-Man (de Invincible) de Estados Unidos esa Navidad y mata a su esposa Debbie. Homelander es asesinado rápidamente por Omni-Man en respuesta, quien le disloca la mandíbula y le alimenta con su corazón antes de aplastarle la cabeza.

#### Diabolical(2022-presente)
En The Boys Presents: Diabolical, Homelander aparece por primera vez en los momentos finales del episodio "An Animated Short Where Pissed-Off Supes Kill Their Parents", ejecutando a los personajes del título (adolescentes Super que se han escapado y cuentan con poderes anormales) en nombre de Vought, después de que mataran a sus padres debido a los eventos del episodio de The Boys "Over the Hill with the Swords of a Thousand Men".
Homelander aparece a continuación en el episodio "I'm Your Pusher", ambientado en la misma continuidad que la serie de cómics The Boys, mientras honra a Great Wide Wonder durante una campaña promocional, Homelander es testigo de su sobredosis de drogas (inducida por Billy Butcher) que le lleva a chocar contra Ironcast durante un truco, matándolos a ambos. Para cubrir el evento, Homelander, Queen Maeve y Jack From Jupiter culpan a un "satélite de la Guerra Fría "controlado por Galaxia por sus muertes, alegando que está "oculto a la luz del Sol ", lo que la multitud de espectadores cree ansiosamente.
En el final de temporada, el episodio de la precuela "One Plus One Equals Two", un Homelander de 18 años hace su debut como miembro de los Siete. Su superior Madelyn Stillwell, que ha estado abusando sexualmente de él y manipulándolo, le advierte sobre Black Noir, el " Homelander antes de Homelander", alegando que buscará todas las oportunidades para destruirlo. Asignado para abordar una situación de rehenes en una planta química antes que Black Noir como su primera misión como superhéroe, Homelander intenta resolver las cosas pacíficamente antes de matar accidentalmente a varios rehenes y eco-terroristas después de disparar con láser una de las armas de este último. Después de que Black Noir llegue a la escena, Homelander intenta explicar sus acciones antes de decidir matar a Black Noir para encubrir sus acciones. Sin embargo, después de que Black Noir engañara a Homelander para que explote el complejo, se gana su confianza al matar por piedad al último testigo de los asesinatos de Homelander después, y le escribe un discurso de excusa para proporcionar a la prensa afuera, alegando que los eco-terroristas tenían una bomba. Más tarde, en la sede de Vought, Homelander le dice a Stillwell que se equivocó con Black Noir. Starr repite su papel de Homelander de la serie de acción en vivo.

### Videojuegos
Estará en Mortal Kombat 1 como uno de los personajes invitados de la parte del Kombat Pack.
Es personaje jugable en Call of Duty: Modern Warfare II

## Poderes y habilidades
Los poderes del Homelander incluyen visión de calor, súper fuerza, vuelo y cuerdas vocales mejoradas. También envejece más lentamente que un humano normal, debido al Compuesto V. Se menciona que su primer nombre es John, y Homelander le menciona a Starlight que una vez tuvo un alias o identidad secreta, pero finalmente lo abandonó. En el final de la primera temporada de la serie de televisión, cuando se le pregunta sobre la debilidad de Homelander, Madelyn Stillwell afirma que no tiene una y dice: "No hay un arma en la Tierra que no le hayan arrojado. Todos han fallado."
Los poderes y el sentido de derecho de Homelander lo han llevado a exhibir una megalomanía extrema, lo que lo llevó a cometer crímenes contra personas inocentes, incluidos actos de violación y asesinatos en masa, con la idea de que puede hacer lo que quiera por ser quien es.

## Desarrollo
El personaje fue diseñado como una versión malvada del Capitán América y Superman combinados. Su capa tirada hacia la izquierda se asemeja al primer traje utilizado por el personaje de Shazam. La historia de fondo de Homelander en los cómics originales es similar a la de la adaptación televisiva de The Boys, aunque con ciertos cambios.
Garth Ennis describe a Homelander como: "un personaje casi completamente negativo, despiadado, narcisista y muy malvado. En realidad, es solo una serie de impulsos desagradables controlados por su propia inteligencia, que es suficiente para comprender que puede tener todo lo que quiera, siempre y cuando no lleve su suerte demasiado lejos". También: "Podría ser útil pensar que Homelander tiene un autocontrol igual al de un niño de 14 años".
El productor y showrunner de The Boys, Eric Kripke, ha declarado que si bien Homelander puede ser asesinado "en teoría", un giro en la trama que involucró al personaje asesinado por su clon Black Noir en la versión del cómic no se usará en la adaptación televisiva, donde en cambio, Black Noir se representa como un hombre negro llamado Irving y los rasgos psicópatas del personaje se traspasan a Homelander.

## Recepción
El personaje y la interpretación de Starr en la serie han recibido elogios de la crítica.
El personaje ha sido descrito como la personificación viviente de cómo el mundo ve a Estados Unidos. Homelander ha sido comparado con el Capitán América y Superman.